# Giải bóng đá hạng nhì quốc gia Cộng hòa Síp 2001–02
Giải bóng đá hạng nhì quốc gia Cộng hòa Síp 2001–02 là mùa giải thứ 47 của bóng đá hạng nhì Cộng hòa Síp. Nea Salamina giành danh hiệu thứ 3.

## Thể thức thi đấu
Có 14 đội tham gia Giải bóng đá hạng nhì quốc gia Cộng hòa Síp 2001–02. Tất cả các đội đều thi đấu 2 trận, một trân sân nhà và một trận sân khách. Đội nhiều điểm nhất sẽ lên ngôi vô địch. Ba đội đầu bảng thăng hạng Giải bóng đá hạng nhất quốc gia Cộng hòa Síp 2002–03 và ba đội cuối bảng xuống hạng Giải bóng đá hạng ba quốc gia Cộng hòa Síp 2002–03.

### Hệ thống điểm
Các đội bóng nhận 3 điểm cho một trận thắng, 1 điểm cho một trận hòa và 0 điểm cho một trận thua.

## Thay đổi so với mùa giải trước
Các đội thăng hạng Giải bóng đá hạng nhất quốc gia Cộng hòa Síp 2001–02
- Alki Larnaca
- Ethnikos Assia
- Ermis Aradippou

Các đội xuống hạng từ Giải bóng đá hạng nhất quốc gia Cộng hòa Síp 2000–01
- Nea Salamina
- Digenis Morphou
- Aris Limassol

Các đội thăng hạng từ Giải bóng đá hạng ba quốc gia Cộng hòa Síp 2000–01
- ASIL Lysi
- Adonis Idaliou
- Enosis Kokkinotrimithia

Các đội xuống hạng Giải bóng đá hạng ba quốc gia Cộng hòa Síp 2001–02
- Kinyras Empas
- Rotsidis Mammari
- AEK/Achilleas Ayiou Theraponta

## Bảng xếp hạng
| Vị thứ | Đội                     | St. | T. | H. | B. | BT. | BB. | BT. | Đ.  | Ghi chú                                                                  |
| ------ | ----------------------- | --- | -- | -- | -- | --- | --- | --- | --- | ------------------------------------------------------------------------ |
| 1      | Nea Salamina            | 26  | 21 | 3  | 2  | 95  | 22  | 73  | 66  | Vô địch-thăng hạng Giải bóng đá hạng nhất quốc gia Cộng hòa Síp 2002–03. |
| 2      | Digenis Morphou         | 26  | 18 | 1  | 7  | 61  | 24  | 37  | 55  | Thăng hạng Giải bóng đá hạng nhất quốc gia Cộng hòa Síp 2002–03.         |
| 3      | Aris Limassol           | 26  | 15 | 4  | 7  | 60  | 44  | 16  | 49  | Thăng hạng Giải bóng đá hạng nhất quốc gia Cộng hòa Síp 2002–03.         |
| 4      | Onisilos Sotira         | 26  | 14 | 3  | 9  | 41  | 38  | 3   | 45  |                                                                          |
| 5      | Chalkanoras Idaliou     | 26  | 12 | 4  | 10 | 38  | 34  | 4   | 40  |                                                                          |
| 6      | ASIL Lysi               | 26  | 10 | 7  | 9  | 42  | 42  | 0   | 37  |                                                                          |
| 7      | Anagennisi Deryneia     | 26  | 10 | 6  | 10 | 39  | 32  | 7   | 36  |                                                                          |
| 8      | Enosis Kokkinotrimithia | 26  | 8  | 8  | 10 | 33  | 39  | -6  | 32  |                                                                          |
| 9      | Anagennisi Germasogeias | 26  | 10 | 4  | 12 | 32  | 46  | -14 | 311 |                                                                          |
| 10     | APEP                    | 26  | 8  | 7  | 11 | 40  | 58  | -18 | 31  |                                                                          |
| 11     | THOI Lakatamia          | 26  | 8  | 6  | 12 | 47  | 50  | -3  | 30  |                                                                          |
| 12     | Omonia Aradippou        | 26  | 5  | 9  | 12 | 31  | 56  | -25 | 24  | Xuống hạng Giải bóng đá hạng ba quốc gia Cộng hòa Síp 2002–03.           |
| 13     | AEZ Zakakiou            | 26  | 6  | 6  | 14 | 27  | 55  | -28 | 24  | Xuống hạng Giải bóng đá hạng ba quốc gia Cộng hòa Síp 2002–03.           |
| 14     | Adonis Idaliou          | 26  | 2  | 2  | 22 | 24  | 70  | -46 | 8   | Xuống hạng Giải bóng đá hạng ba quốc gia Cộng hòa Síp 2002–03.           |

Hệ thống điểm: Thắng=3 điểm, Hòa=1 điểm, Thua=0 điểm
Quy tắc xếp hạng: 1) Điểm, 2) Hiệu số, 3) Bàn thắng

1Anagennisi Germasogeias bị trừ 3 điểm vì không trả được nợ cũ cho huấn luyện viên cũ.

## Kết quả
| ↓Home / Away→ | DNA | AEZ | ANG | AND | APP | ARS | ASL | DGN | ENK | THO | NSL | OMN  | ONS | CHL |
| ------------- | --- | --- | --- | --- | --- | --- | --- | --- | --- | --- | --- | ---- | --- | --- |
| Adonis        |     | 1-2 | 0-1 | 1-1 | 0-2 | 0-9 | 2-3 | 3-4 | 0-2 | 0-1 | 1-3 | 3-2  | 2-5 | 1-2 |
| AEZ           | 2-1 |     | 0-1 | 1-3 | 3-1 | 2-2 | 0-0 | 0-4 | 0-0 | 1-0 | 1-2 | 1-1  | 1-1 | 2-1 |
| Anagennisi G. | 2-2 | 1-0 |     | 1-2 | 3-2 | 0-4 | 0-2 | 1-0 | 1-2 | 3-2 | 1-7 | 1-0  | 2-0 | 2-0 |
| Anagennisi H. | 2-3 | 2-2 | 0-1 |     | 3-1 | 1-2 | 1-2 | 1-0 | 4-0 | 4-1 | 0-1 | 0-0  | 0-2 | 1-0 |
| APEP          | 2-0 | 5-2 | 1-0 | 2-2 |     | 0-0 | 3-2 | 0-2 | 3-3 | 2-2 | 2-1 | 0-0  | 3-1 | 2-1 |
| Aris          | 3-0 | 0-2 | 2-0 | 2-3 | 4-2 |     | 3-2 | 0-1 | 4-2 | 4-3 | 1-6 | 3-2  | 4-1 | 0-0 |
| ASIL          | 2-1 | 3-1 | 2-1 | 1-1 | 5-2 | 0-2 |     | 1-1 | 1-1 | 2-2 | 0-3 | 3-3  | 1-2 | 0-0 |
| Digenis       | 5-0 | 6-0 | 4-3 | 1-0 | 6-1 | 4-2 | 4-2 |     | 0-1 | 3-1 | 0-1 | 4-0  | 1-2 | 1-0 |
| Enosis        | 2-0 | 1-0 | 1-1 | 0-2 | 1-1 | 1-2 | 0-1 | 0-3 |     | 1-1 | 1-2 | 4-0  | 0-3 | 3-0 |
| THOI          | 2-1 | 3-1 | 3-1 | 1-0 | 5-1 | 1-3 | 4-1 | 0-1 | 6-4 |     | 3-3 | 0-0  | 1-2 | 0-1 |
| Nea Salamina  | 4-0 | 8-1 | 5-1 | 1-1 | 5-0 | 7-0 | 2-1 | 3-0 | 1-1 | 4-1 |     | 10-0 | 3-0 | 4-2 |
| Omonia        | 3-1 | 4-0 | 2-2 | 1-3 | 1-1 | 1-1 | 0-1 | 1-4 | 2-0 | 2-1 | 1-6 |      | 1-1 | 1-3 |
| Onisilos      | 1-0 | 2-1 | 1-0 | 3-1 | 2-0 | 0-3 | 2-1 | 0-2 | 1-2 | 3-3 | 2-1 | 0-1  |     | 3-1 |
| Chalkanoras   | 3-1 | 2-1 | 2-2 | 2-1 | 4-1 | 3-0 | 1-3 | 1-0 | 0-0 | 2-0 | 1-2 | 3-2  | 3-1 |     |